# Javier Clemente
Javier Clemente Lázaro (* 12. März 1950 in Barakaldo) ist ein ehemaliger spanischer Fußballspieler und heutiger -trainer. Als Trainer betreute er die spanische, die serbische und die kamerunische Nationalmannschaft.

## Spielerkarriere
Zwischen 1968 und 1971 bestritt Clemente 47 Spiele in der Primera División für Athletic Bilbao und erzielte dabei sechs Tore. Er war auch ein Mitglied der Mannschaft, die 1969 die Copa Del Generalísimo gewann.

## Karriere als Vereinstrainer
Mit noch nicht einmal 22 Jahren musste er seine Spielerkarriere verletzungsbedingt beenden und begann eine Trainerausbildung bei Arenas Club de Getxo, CD Baskonia und schließlich Athletic Bilbao, bevor er 1981 erstmals Chefcoach des Vereins wurde.

### Meister der Primera División
Durch die Mischung erfahrener Akteure wie Daniel Ruiz Bazán und Andoni Goikoetxea mit jungen Spielern wie Andoni Zubizarreta, Miguel de Andrés, Ismael Urtubi und Estanislao Argote stellte Clemente eine der erfolgreichsten Mannschaften in der Vereinsgeschichte von Athletic Bilbao zusammen. 1983 gewann der Verein die Primera División und im Folgejahr neben der Meisterschaft auch die Copa del Rey. Während seiner ersten Trainerstation entwickelte sich eine erbitterte Rivalität zwischen Athletic Bilbao und dem FC Barcelona. Auslöser war die Kritik von Barcelonas Trainer César Luis Menotti an der harten und zumeist defensiven Spielweise von Clementes Mannschaft. Clemente bezeichnete Menotti daraufhin als „veralteten Hippie“. Die Beleidigungen verstärkten sich nach einem Primera-División-Spiel in Camp Nou am 24. September 1983, als der Abwehrspieler Goikoetxea, auch als Schlächter von Bilbao (engl. The butcher from Bilbao) bekannt, Diego Maradona durch ein Foulspiel schwer verletzte. Am 5. Juli 1984 trafen die zwei Vereine wieder im Finale der Copa del Rey aufeinander und das Spiel endete in einem großen Handgemenge zwischen den Spielern beider Vereine.

### Rückkehr zu Athletic Bilbao
Clementes erste Berufung als Trainer von Athletic Bilbao endete 1986. Jedoch kam er zurück, um den Verein in den Saisons 1990/91 und 2005/06 zu trainieren. Bei beiden Gelegenheiten konnte er den Erfolg seiner ersten Berufung nicht wiederholen. Trotzdem half er Athletic Bilbao, im Jahr 2006 den Abstieg zu vermeiden. Im Januar 2006 beschuldigte er Samuel Eto’o des Spuckens im Spiel zwischen FC Barcelona und Athletic Bilbao und wurde deswegen an der damals aktuellen Rassismus-Kontroverse in Spanien beteiligt.

### RCD Espanyol
Nachdem man Clemente bei Athletic Bilbao 1986 entlassen hatte, wurde er zum Trainer von Espanyol Barcelona ernannt. In der ersten Saison führte er den Verein auf Platz 3 in der Primera División und zur Qualifikation für den UEFA-Pokal. Dort führte er das Team bis in das Finale. In der Endrunde gegen Bayer 04 Leverkusen, gewannen sie das erste Spiel mit 3:0. Jedoch gelang Leverkusen im Rückspiel auch ein 3:0 und das Spiel ging ins Elfmeterschießen, welches Espanyol Barcelona mit 2:3 verlor. Clemente beendete seine Karriere als Verantwortlicher von Espanyol im Jahr 1989. Nachdem er Atlético Madrid während der Saison 1989/90 auf den zweiten Platz in der Primera División gebracht hatte, kam er wieder zurück zu Espanyol Barcelona. Ein Jahrzehnt später wechselte er zum dritten Mal auf die Trainerbank von Espanyol und blieb dort bis 2004.

### Andere Vereine
Clemente trainierte auch einige andere Vereine aus der Primera División, so Betis Sevilla, Real Sociedad und CD Teneriffa. In der Saison 2000/01 hatte er den Trainerposten beim französischen Verein Olympique Marseille.

### Real Murcia
Im März 2008 unterschrieb er einen Vertrag beim abstiegsbedrohten spanischen Erstligisten Real Murcia als Nachfolger von Lucas Alcaraz.

## Karriere als Nationaltrainer

### Spanien
1992 wurde Clemente Trainer der spanischen Fußballnationalmannschaft. Während seiner Amtszeit blieb die Mannschaft in 31 Spielen in Folge ungeschlagen. Sein erstes Spiel war ein 1:0-Sieg über England am 9. September 1992. Er trainierte die Mannschaft während der WM 1994 und 1998 sowie bei der EM 1996. Häufig wurde er von den heimischen Medien kritisiert, da er viele baskische Spieler aufbot. Nach 62 Spielen unter seiner Verantwortung trat nach einer 3:2-Niederlage gegen Zypern am 5. September 1998 zurück.

### Serbien
Clemente wurde am 21. Juli 2006 als erster ausländische Trainer Chefcoach der serbischen Fußballnationalmannschaft. Das erste Spiel am 16. August 2006 endete mit einem 3:1-Auswärtssieg gegen Tschechien. Im September 2007 sorgte er für Aufsehen, als er sich für das EM-Qualifikationsspiel Serbiens gegen Finnland 2300 Kilometer mit dem Auto von seiner Heimat Bilbao nach Belgrad chauffieren ließ. Grund dafür war, dass er sich bei einem Sturz das Schlüsselbein sowie vier Rippen gebrochen hatte, wobei eine Rippe sich leicht in die Lunge bohrte. Daraufhin untersagten ihm die behandelnden Ärzte jede Reise mit dem Flugzeug und Clemente musste den PKW nutzen. Durch die gescheiterte Qualifikation Serbiens zur EM 2008 wurde er im November 2007 entlassen.

### Iran
Am 24. Januar 2008 wurde bekannt, dass Clemente einen Dreijahresvertrag als Nationaltrainer der iranischen Mannschaft unterschreiben werde. Seine Leistungen wären laut Vertrag mit einem monatlichen Gehalt von 30.000 Euro vergütet worden. Ohne ein Spiel bestritten zu haben, wurde Clemente am 20. Februar 2008 als iranischer Teamchef wieder abgelöst. Er hatte sich geweigert, während seiner Tätigkeit im Iran zu leben.

### Kamerun
Am 17. August 2010 wurde Clemente Nachfolger von Paul Le Guen als Chefcoach der kamerunischen Nationalmannschaft. Nachdem er mit Kamerun die Qualifikation für den Afrika-Cup 2012 verpasst hatte, wurde er im Oktober 2011 von seinen Aufgaben entbunden.

### Libyen
Im September 2013 gab der libysche Fußballverband die Verpflichtung Clementes als neuen Nationaltrainer bekannt.

## Erfolge
Spieler
Athletic Bilbao
- Copa del Generalísimo: 1×
  - 1969

Trainer
Athletic Bilbao
- Spanischer Meister: 2×
  - 1982/83, 1983/84
- Copa del Rey: 1×
  - 1983/84
- Supercopa de España: 1×
  - 1984